# Ли, Рон
Рональд «Рон» Генри Ли (англ. Ronald "Ron" Henry Lee; родился 2 ноября 1952, Бостон, Массачусетс) — американский профессиональный баскетболист.

## Карьера игрока
Играл на позиции разыгрывающего защитника. Учился в Орегонском университете, где выступал за команду «Орегон Дакс». В 1976 году был выбран на драфте НБА под 10-м номером командой «Финикс Санз». Позже выступал за команды «Нью-Орлеан Джаз», «Атланта Хокс», «Детройт Пистонс», «Скаволини Пезаро» и «Алвик Стокгольм». Всего в НБА провёл 6 сезонов. Включался в 1-ю сборную новичков НБА (1977). В 1978 году Ли стал лидером регулярного чемпионата НБА по перехватам. Один раз включался во 2-ю всеамериканскую сборную NCAA (1975), а также признавался баскетболистом года среди студентов конференции Pacific-8 (1976). Всего за карьеру в НБА сыграл 448 игр, в которых набрал 3285 очков (в среднем 7,3 за игру), сделал 1219 подборов, 1688 передач, 869 перехватов и 122 блок-шота.

## Статистика

### Статистика в НБА
| Сезон                                                                                    | Команда         | Регулярный сезон | Регулярный сезон | Регулярный сезон | Регулярный сезон | Регулярный сезон | Регулярный сезон | Регулярный сезон | Регулярный сезон | Регулярный сезон | Регулярный сезон | Регулярный сезон | Серия плей-офф | Серия плей-офф | Серия плей-офф | Серия плей-офф | Серия плей-офф | Серия плей-офф | Серия плей-офф | Серия плей-офф | Серия плей-офф | Серия плей-офф | Серия плей-офф |
| Сезон                                                                                    | Команда         | GP               | GS               | MPG              | FG%              | 3P%              | FT%              | RPG              | APG              | SPG              | BPG              | PPG              | GP             | GS             | MPG            | FG%            | 3P%            | FT%            | RPG            | APG            | SPG            | BPG            | PPG            |
| ---------------------------------------------------------------------------------------- | --------------- | ---------------- | ---------------- | ---------------- | ---------------- | ---------------- | ---------------- | ---------------- | ---------------- | ---------------- | ---------------- | ---------------- | -------------- | -------------- | -------------- | -------------- | -------------- | -------------- | -------------- | -------------- | -------------- | -------------- | -------------- |
| 1976/77                                                                                  | Финикс          | 82               |                  | 22,5             | 44,1             |                  | 67,6             | 3,6              | 3,2              | 1,9              | 0,4              | 10,2             | Не участвовал  | Не участвовал  | Не участвовал  | Не участвовал  | Не участвовал  | Не участвовал  | Не участвовал  | Не участвовал  | Не участвовал  | Не участвовал  | Не участвовал  |
| 1977/78                                                                                  | Финикс          | 82               |                  | 23,5             | 43,9             |                  | 74,6             | 3,1              | 3,7              | 2,7              | 0,2              | 12,2             | 2              |                | 20,5           | 31,3           |                | 100,0          | 3,0            | 1,5            | 2,0            | 0,0            | 6,0            |
| 1978/79                                                                                  | Финикс          | 43               |                  | 22,0             | 45,2             |                  | 71,2             | 2,6              | 3,1              | 1,6              | 0,1              | 9,8              | Не участвовал  | Не участвовал  | Не участвовал  | Не участвовал  | Не участвовал  | Не участвовал  | Не участвовал  | Не участвовал  | Не участвовал  | Не участвовал  | Не участвовал  |
| 1978/79                                                                                  | Нью-Орлеан Джаз | 17               |                  | 23,4             | 36,3             |                  | 64,9             | 3,2              | 4,3              | 2,2              | 0,1              | 6,7              | Не участвовал  | Не участвовал  | Не участвовал  | Не участвовал  | Не участвовал  | Не участвовал  | Не участвовал  | Не участвовал  | Не участвовал  | Не участвовал  | Не участвовал  |
| 1979/80                                                                                  | Атланта         | 30               |                  | 12,1             | 31,9             | 0,0              | 52,9             | 1,1              | 2,2              | 0,5              | 0,1              | 2,2              | Не участвовал  | Не участвовал  | Не участвовал  | Не участвовал  | Не участвовал  | Не участвовал  | Не участвовал  | Не участвовал  | Не участвовал  | Не участвовал  | Не участвовал  |
| 1979/80                                                                                  | Детройт         | 31               |                  | 25,9             | 39,3             | 39,3             | 66,0             | 2,9              | 5,6              | 2,7              | 0,4              | 7,3              | Не участвовал  | Не участвовал  | Не участвовал  | Не участвовал  | Не участвовал  | Не участвовал  | Не участвовал  | Не участвовал  | Не участвовал  | Не участвовал  | Не участвовал  |
| 1980/81                                                                                  | Детройт         | 82               |                  | 22,3             | 35,0             | 15,4             | 72,4             | 2,7              | 4,4              | 2,0              | 0,4              | 4,2              | Не участвовал  | Не участвовал  | Не участвовал  | Не участвовал  | Не участвовал  | Не участвовал  | Не участвовал  | Не участвовал  | Не участвовал  | Не участвовал  | Не участвовал  |
| 1981/82                                                                                  | Детройт         | 81               | 7                | 18,1             | 35,8             | 30,5             | 70,6             | 1,9              | 3,9              | 1,4              | 0,2              | 3,4              | Не участвовал  | Не участвовал  | Не участвовал  | Не участвовал  | Не участвовал  | Не участвовал  | Не участвовал  | Не участвовал  | Не участвовал  | Не участвовал  | Не участвовал  |
|                                                                                          | Всего           | 448              | 7                | 21,4             | 41,6             | 32,1             | 70,5             | 2,7              | 3,8              | 1,9              | 0,3              | 7,3              | 2              |                | 20,5           | 31,3           | 0,0            | 100,0          | 3,0            | 1,5            | 2,0            | 0,0            | 6,0            |
| Наведите курсор мыши на аббревиатуры в заголовке таблицы, чтобы прочесть их расшифровку. |                 |                  |                  |                  |                  |                  |                  |                  |                  |                  |                  |                  |                |                |                |                |                |                |                |                |                |                |                |